# Fritz Oppenheimer
Fritz Ernst Oppenheimer (Berlim, 10 de março de 1898 - Nairóbi, 6 de fevereiro de 1968) era um advogado germano-americano.

## Biografia
Fritz Ernst Oppenheimer foi um dos vários filhos do advogado Ernst Oppenheimer e Amalie Friedländer. Ele lutou como soldado na Primeira Guerra Mundial de 1915 a 1918, foi ferido e recebeu um prêmio. Ele então estudou direito em Berlim, Friburgo na Brisgóvia, e recebeu seu doutorado em Breslau em 1922 e estudou em Paris e Londres. Ele trabalhou no escritório de advocacia de seu pai a partir de 1925 e o dirigiu após a morte de seu pai em 1929. Oppenheimer se especializou em direito internacional. Ele se casou com Elsbeth Kaulla e tiveram dois filhos.

## Nazismo
Oppenheimer recebeu um impedimento proibitivo após a transferência do poder para os nazistas em 1933 como um notário por razões racistas, mas foi permitido continuar trabalhando por causa do privilégio dos lutadores da linha de frente em sua prática jurídica sob as limitações econômicas e políticas do anti-semitismo alemão, permanecendo até 1936.

## Advocacia
Em 1937 ele emigrou com a família para a Inglaterra e de lá para a cidade de Nova York em 1940, onde foi aceito no escritório de advocacia Cadwalader, Wickersham & Taft. Em 1943, ele se ofereceu para servir no Exército dos Estados Unidos e, portanto, recebeu a cidadania americana, sendo posteriormente promovido a tenente-coronel. 
Como conselheiro legal do general Lucius D. Clay, que se tornou governador militar da Zona Americana de Ocupação na Alemanha, em 1947, ele influenciou desenvolvimentos políticos na Alemanha ocupada e o processo de desnazificação. Oppenheimer participou de reuniões do Conselho Aliado de Ministros das Relações Exteriores, em 1947 esteve com o General George C. Marshall em Moscou e Londres, em 1948 com Dean Acheson em Paris, foi Vice-Ministro das Relações Exteriores na redação de um tratado de paz austríaco e em 1948 assessor na Six Power Conference Alemanha em Londres.  
Depois de 1949, ele trabalhou em seu próprio escritório de advocacia em Nova York e teve atribuições de consultoria na Conferência da Dívida de Londres, a validação dos títulos em dólares alemães e a reestruturação das indústrias alemãs de carvão, aço e ferro.

## Distinções
Oppenheimer foi membro do Conselho de Relações Exteriores, da International Law Association, da American Society of International Law, do Barrister of the Inner Temple em Londres e da New York City Bar Association.
Ele se aposentou em 1957, e passou a morar em Palo Alto, Califórnia. Morreu em um acidente aéreo durante férias na África Oriental. 